# Rain (canção de Sid)
"Rain" (レイン) é um single da banda japonesa de rock SID, lançado em CD em 2 de junho de 2010 pela Ki/oon Records. Foi lançado em três edições: a regular e as limitadas A e B, que acompanham um DVD. Digitalmente, foi lançada no dia 4 de abril e é música tema de abertura do anime Fullmetal Alchemist.

## Visão geral e lançamento
"Rain" estreou digitalmente em 4 de abril de 2010, no mesmo momento que apareceu na quinta temporada de Fullmetal Alchemist. Foi escolhida como tema de abertura um ano depois de outra canção do Sid, "Uso" ter aparecido no anime. "Rain" também apareceu nos programas de televisão Hey!Hey!Hey, Music Station, Music Japan, entre outros. O single foi lançado em CD dois meses depois, em 2 de junho. Dois dias depois do lançamento do CD, Sid anunciou um evento de encontro com os fãs que o adquiriram, passando por quatro cidades japonesas em dois dias. Em 31 de julho, a turnê em andamento Ichiban Suki na Basho contou com uma data no Saitama Super Arena com um público estimado de 30 mil pessoas.
Com as letras escritas pelo vocalista Mao, ele mencionou que buscava escrever letras simples e cativantes. A música título foi composta pelo baterista Yūya e as outras faixas do single "Cut" e "Chapter 1" foram escritas pelo baixista Aki. "Chapter 1" já havia sido lançada como single em 2005, e foi incluída em "Rain" uma gravação dela na turnê Ichiban Suki na Basho de 2010.

## Recepção
Em duas pesquisas sobre qual música de anime as pessoas preferem ouvir em um dia chuvoso, na pesquisa do site Anime! Anime! "Rain" ficou em segundo lugar e na de RecoChoku ficou em primeiro lugar.
CD Journal avaliou que o single "se destaca por seu senso pop avassalador e a certeza de senso vocal".

## Desempenho comercial
Alcançou a segunda posição na Oricon Singles Chart semanal e ficou na parada por 12 semanas. Nas paradas diárias, liderou por dois dias consecutivos e também chegou ao primeiro lugar na Billboard Japan Hot 100 e RecoChoku.
Foi certificado disco de platina pela RIAJ em 2014 por vender mais de 250 mil cópias digitais. De acordo com a Oricon, foi o 85° single mais vendido em 2010 no Japão.

## Faixas
Todas as letras escritas por Mao. 
| N.º            | Título                                             | Música         | Duração |  |
| 1.             | "Rain" (レイン)                                    | Yūya           | 4:16    |  |
| 2.             | "cut"                                              | Aki            | 3:40    |  |
| 3.             | "Chapter 1" (Live from Ichiban Suki na Basho 2010) | Aki            | 4:42    |  |
| Duração total: | Duração total:                                     | Duração total: | 12:38   |  |

## Ficha técnica
- Mao – vocal
- Shinji – guitarra
- Aki – baixo
- Yūya – bateria